# Lovitura de stat din Paraguay din 1954
Lovitura de stat din Paraguay din 1954 a avut loc în mai 1954. A fost condusă de Alfredo Stroessner, cu sprijinul lui Epifanio Méndez Fleitas, și a dus la răsturnarea guvernului lui Federico Chávez. Lovitura de stat a fost punctul culminant al unei serii de rivalități politice din cadrul Partidului Colorado aflat la guvernare. Aproximativ 25 de persoane au fost ucise în timpul puciului, ceea ce a ajutat la alegerea lui Stroessner în funcția de președinte al Paraguayului în cursul aceluiași an.

## Context
Până în anii 1950, stabilitatea socială și politică în Paraguay fusese sever erodată din cauza a peste două decenii de crize, inclusiv al doilea război civil paraguayan, războiul Chaco și simpatiile partidului pro-nazist ale fostului președinte Higinio Morínigo. Președintele Federico Chávez, care a decretat starea de asediu și a inițiat o represiune împotriva adversarilor săi politici la scurt timp după preluarea funcției, s-a confruntat cu o situație economică incertă în Paraguay și a apelat la președintele Băncii Centrale, Epifanio Méndez Fleitas, pentru a lansa refacerea economiei naționale. Încercările lui Méndez de a-l convinge pe Chávez să solicite sprijinul guvernului argentinian condus de Juan Perón s-au dovedit nepopulare în rândurile elementelor conservatoare ale Partidului Colorado, iar Méndez a fost presat să demisioneze în ianuarie 1954. În ciuda plecării sale, Méndez a continuat să se bucure de sprijin din partea unor facțiuni ale partidului, precum și a maiorului de armată Virgilio Candia, adjunct al comandantului de cavalerie, colonelul Néstor Ferreira. Ferreira a fost, el însuși, un susținător puternic al președintelui Chávez. Dincolo de această rivalitate între susținătorii lui Chávez și susținătorii lui Méndez, așa-numiții epifanistas, o rivalitate secundară începuse să se dezvolte între guvern și armată, datorită deciziei lui Chávez de a echipa poliția națională cu armament greu, ceea ce s-a realizat cu împotrivirea generalului comandant al armatei Alfredo Stroessner.

## Lovitura de stat
La 3 mai 1954, Ferreira a dispus arestarea lui Candia din cauza suspiciunilor de complotare împotriva lui Chávez. Aceasta i-a oferit posibilitatea lui Stroessner de a propune o alianță între armată și epifanistas împotriva guvernului.
Lovitura de stat a început la 4 mai 1954 în jurul orei 20:00, cu un atac asupra sediului poliției din Asunción de către comandanți ai Batalionului 40 de elită a Armatei Paraguayane conduse de Mario Ortega. În timpul atacului, tânărul șef de poliție Roberto Pettit a fost împușcat și, deși a fost dus rapid la spital de către forțele armatei, a murit din cauza rănilor suferite. Președintele Chávez a căutat inițial să se refugieze în interiorul Colegiului Militar Francisco López și s-a oferit să-l promoveze pe directorul său, Marcial Samaniego, în fruntea armatei Paraguayului. Samaniego era un vechi prieten de-al lui Stroessner și a răspuns la această ofertă prin arestarea imediată a lui Chávez.
În timpul unei sesiuni de urgență a conducerii Partidului Colorado convocată la 5 mai, lui Chávez i s-a solicitat să demisioneze oficial din funcția de președinte. Demisia lui Chávez a dus la desemnarea președintelui Partidului Colorado, Tomás Romero Pereira, ca președinte interimar.

## Urmări
Partidul Colorado l-a nominalizat pe Stroessner drept candidat pentru președinte la alegerile din 11 iulie, pe care le-a câștigat.
Partidul a văzut președinția lui Stroessner ca o soluție temporară a disputelor și a indeciziei sale interne și a planificat în cele din urmă să-l înlocuiască. Stroessner nu avea nicio bază de sprijin în cadrul partidului, care era împărțit între susținătorii lui Chávez și susținătorii lui Méndez. În următorii trei ani, ca parte a efortului de a-și consolida poziția, Stroessner a lucrat pentru a-i înlătura pe liderii ambelor aripi ale partidului. În timp ce Méndez a fost reinstalat pentru scurt timp în calitate de președinte al Băncii Centrale de către Stroessner, la scurt timp după aceea, a fost nevoit din nou să demisioneze. În 1955 a încercat să-și adune susținătorii din armată pentru a-l răsturna pe Stroessner, dar complotul a eșuat și a fost forțat să părăsească țara.  Virgilio Candia a fost promovat în postul fostului său șef, Néstor Ferreira, drept comandant al cavaleriei, dar s-a confruntat și cu demiterea împreună cu alți ofițeri epifanista. Între timp, președintele demis, Chávez, a fost trimis în Franța în calitate de ambasador al Paraguayului.
Locotenentul colonel Mario Ortega, comandantul batalionului 40, a fost numit șef de poliție, primul dintr-un lung șir de membri ai armatei care a condus forțele de ordine din Paraguay. Nestor Ferreira a fost închis pentru scurt timp, dar ulterior a fost eliberat și a primit comanda corpului ofițerului de rezervă, post pe care l-a deținut până la pensionare. Fostul președinte interimar, Romero, a devenit ministru în cabinetul lui Stroessner, care a condus Paraguayul timp de 34 de ani.